# Ruisseau de Fontaine Ronde
Der Ruisseau de Fontaine Ronde (dt. Runder-Brunnen-Bach) ist ein rechter Zufluss des Doubs im Jura in Frankreich in der Region Bourgogne-Franche-Comté.

## Verlauf
Der Ruisseau de Fontaine Ronde entspringt der Karstquelle Source intermittente de Fontaine-Ronde (dt. intermittierende Quelle des runden Brunnens) südöstlich von Montperreux, auf dem Gemeindegebiet von Touillon-et-Loutelet. Die Quelle befindet sich in einem schmalen Tal zwischen der RN 57 und der Eisenbahnlinie der Coni’Fer. Das Quellwasser strömt aus einem runden, etwa 8 m breiten Becken, das 1827 erbaut wurde. Alle 5–15 Minuten setzt die Schüttung ein und versiegt danach wieder. Aktuell sind in Frankreich fünf weitere Quellen dieser Art bekannt, darunter die Fontaine intermittente de Fontestorbes.
Nach seiner Quelle verläuft der Ruisseau de Fontaine Ronde nach Norden, durch die zu La Cluse-et-Mijoux gehörenden Orte La Gauffre und Les Vermots. In Les Angles fließt ihm die bereits 10 km lange Morte zu. Etwa 700 m nach der Mortemündung fließt der Ruisseau de Fontaine Ronde nach insgesamt rund sechs Kilometern in einem Sumpfgebiet von rechts in den Doubs.